# Maes Howe

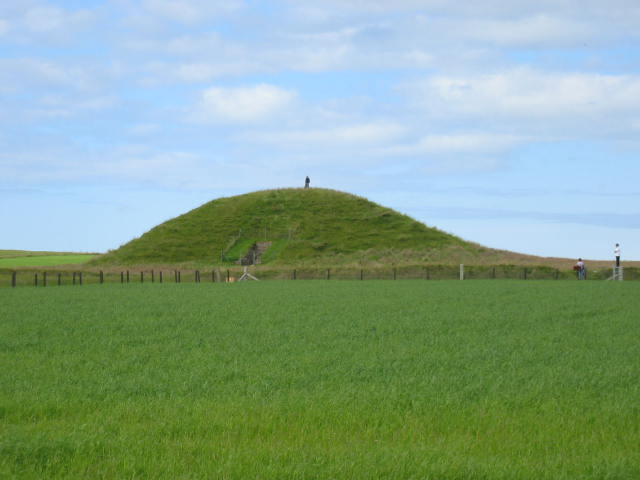
Maes Howe

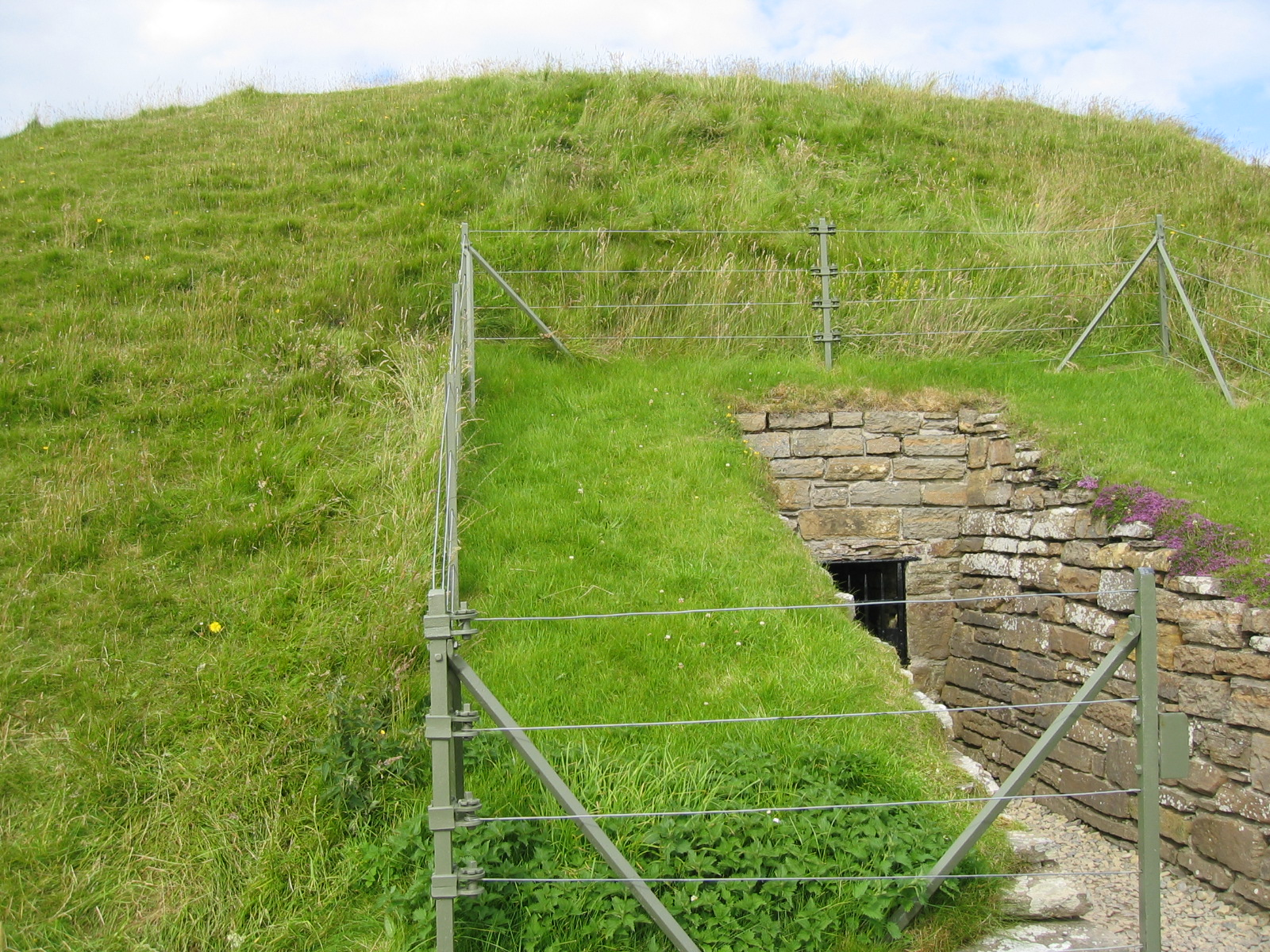
Wejście do grobowca

Maes Howe – neolityczny kurhan z komorą grobową, do której prowadzi kilkumetrowe wąskie przejście, znajdujący się na Orkadach w Szkocji. Jego średnica wynosi 35 m, a wysokość 7 m. Został zbudowany ok. 5000 lat temu, zatem jeszcze przed powstaniem piramid egipskich. Jest najwspanialszym przykładem grobowca komorowego w północno-zachodniej Europie, jednocześnie zachowując unikatowy, nigdzie indziej niespotykany typ budowy. W 1999 r. został wpisany na listę światowego dziedzictwa UNESCO.
W XII w. wikingowie włamali się do grobowca w poszukiwaniu skarbu (lub też przypadkowo, strop zawalił się pod ich ciężarem) i pozostawili po sobie liczne (największe nagromadzenie napisów runicznych w jednym miejscu na świecie) runy, wygrawerowane na blokach skalnych wewnątrz grobowca. Runy bardzo dobrze się zachowały i można je podziwiać do dziś.
Budowniczy grobowca byli świadomi regularnego ruchu słońca na niebie, na co wskazuje fakt, że w czasie przesilenia zimowego promienie słońca wpadają wprost do środka grobowca.
Niedaleko grobowca znajduje się krąg kamienny Ring of Brodgar oraz megality ze Stenness.